# Tuomari Nurmio

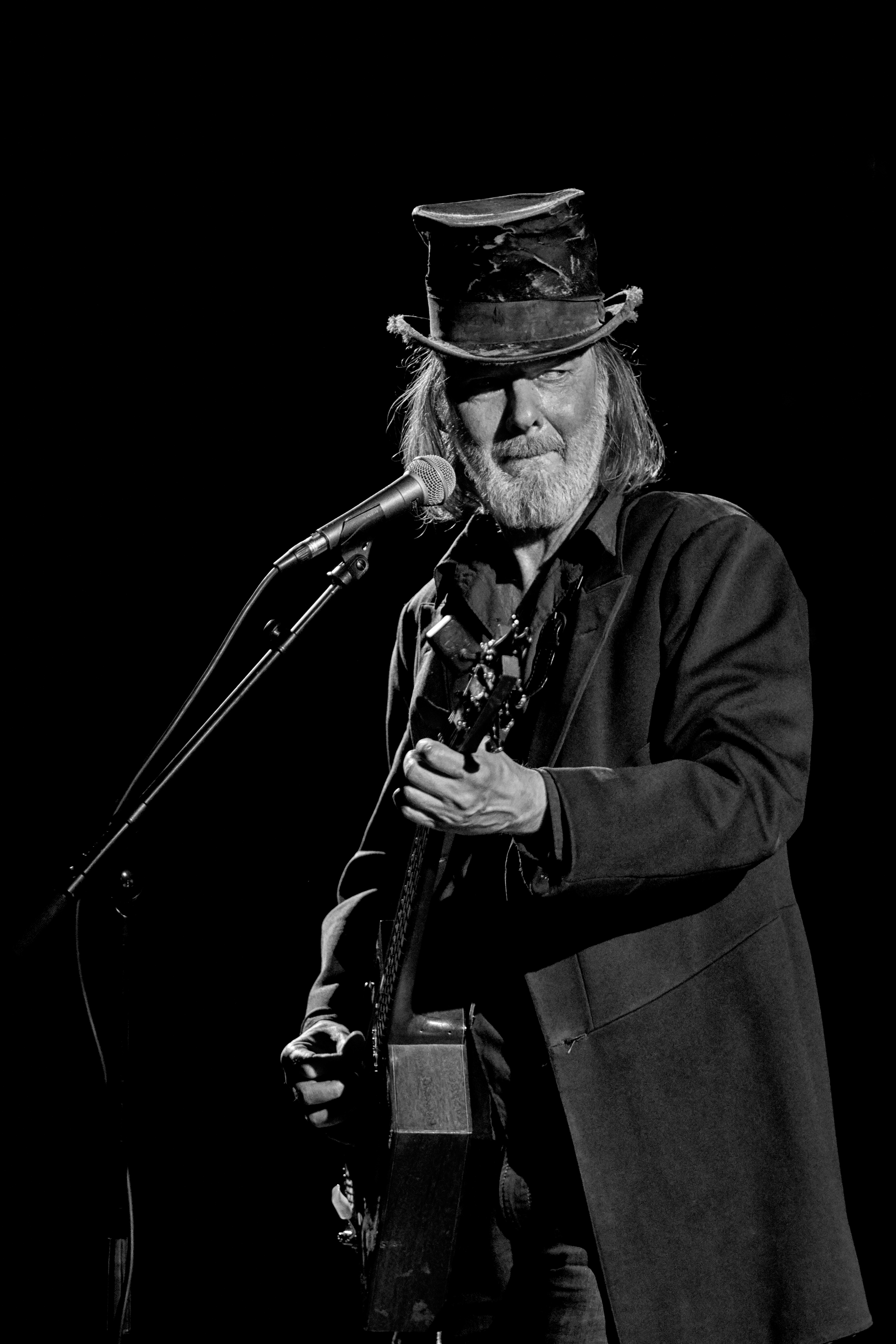
Tuomari Nurmio

Hannu Juhani Nurmio,  artistnamn Tuomari Nurmio, född 21 november 1950 i Helsingfors, är en finländsk rockmusiker och låtskrivare. 
Nurmio, som har en kandidatexamen i juridik, slog igenom 1979 med låten Valo yössä. Redan det första albumet Kohdusta hautaan (1979) sålde guld, men det var albumen Lasten mehuhetki (1981) och Punainen planeetta (1982) som visade experimenterande särprägel och befäste hans plats bland den finländska rockens förnyare. Nurmios lyriska, fantasifulla och av svart humor präglade texter i kombination med hans intelligenta pastischer på olika musikstilar, bland annat rockabilly, blues och orientaliska tongångar, har gjort honom rätt unik inom finländsk rock. Han utgav en diktsamling 1994 och tilldelades 2003 Eino Leino-priset i litteratur. År 2010 utgav han självbiografin Dumari - Kohdusta hautaan ja paratiisin puutarhaan (i redaktion av Jukka Lindfors, Markku Salo och Raimo Pesonen).